# Evelien
Evelien en Eveline zijn meisjesnamen, met de betekenis "kleine Eva". De etymologie van Evelyn is mogelijk anders.

## Bekende naamdraagsters
- Evelien Eshuis (1942), Tweede Kamerlid voor de CPN
- Evelin Jahl, geboren Schlaak (1956), Oost-Duits atleet, olympisch kampioene
- Evelyn Ashford (1957), Amerikaans atleet, olympisch kampioene
- Evelien van Hees (1957), Nederlands atlete
- Evelien Tonkens (1961), Nederlands politicus
- Eveline Lubbers (1962), een Nederlandse activist en onderzoeksjournalist
- Evelyn Glennie (1965), een dove Schotse slagwerkster
- Eveline de Haan (1976), Nederlands hockey-international bij HC Klein Zwitserland
- Evelien de Bruijn (1974), tv-presentatrice RTV Utrecht en SBS6
- Evelyn Williamson (1978), Nieuw-Zeelands triatlete
- Eveline Carels, drumster (Candy Dulfer, Loïs Lane, Girls Wanna Have Fun)
- Eveline Hoste, Vlaams tv-presentatrice
- Evelien de Jong, finaliste van de MySpace Comedy Award 2003
- Evelien van Leeuwen, Nederlands vertaalster van onder meer Simone de Beauvoir

## Kunst en cultuur
- Evelien (verhaal), het vierde verhaal uit de serie Dubliners van James Joyce, gepubliceerd 1914
- Evelien (televisie), een Nederlandse televisieserie op Net5